# Kid Icarus
Kid Icarus (光神話 パルテナの鏡 Hikari shinwa: Parutena no Kagami?, El Mito de la Luz: El Espejo de Palutena) es un videojuego de plataformas desarrollado por Nintendo R&D1 para la Famicom Disk System en 1986, y para la NES en 1987. Es el juego que inicia la saga Kid Icarus, con una continuación para Game Boy, Kid Icarus: Of Myths and Monsters y otra entrega para Nintendo 3DS, Kid Icarus: Uprising. El juego está ambientado en la mitología de la Grecia clásica.

## Argumento
En un tiempo en el que hombres y dioses convivían en armonía, la Tierra de los Ángeles estaba gobernado por dos diosas, Palutena, la Diosa de la Luz y Medusa, la Diosa de la Oscuridad. Mientras Palutena administraba la luz y ayudaba a los mortales a cultivar la tierra, Medusa menospreciaba a los hombres y usaba la oscuridad para destruir sus cosechas y convertirlos en piedra. Enfurecida, Palutena transformó a Medusa en un horrible monstruo y la desterró al Inframundo.
Pero Medusa no se quedó de brazos cruzados. Reunió una gran hueste de monstruos y espíritus diabólicos del Inframundo para conquistar el hogar de Palutena, el Palacio celestial. La guerra estalló y las huestes de Medusa aplastaron al ejército de Palutena, encarcelando a la Diosa de la Luz. Entonces Medusa tomó los Tres tesoros sagrados (el Escudo Espejo, la Flecha de la Luz y las Alas de Pegaso) y se los dio a sus esbirros más poderosos.
Derrotada y prisionera, la única esperanza de Palutena residía en Pit, un ángel que fue atrapado en el Inframundo. Con sus últimas fuerzas, Palutena otorga a Pit un arco mágico.
De esta manera, Pit se encuentra ante el reto de escapar del Inframundo, recuperar los Tres Tesoros Sagrados vitales para la derrota de Medusa, rescatar a Palutena y llevar la paz a la Tierra de los Ángeles.

## Sistema de juego
Kid Icarus usa el mismo motor de juego que Metroid, al ser juegos contemporáneos y creados por el mismo equipo. La revista Nintendo Power llegó a comentar que el juego era una mezcla de The Legend of Zelda, Super Mario Bros. y Metroid, alegando que Pit podía "saltar como Mario, recoger items como Link, y disparar a los enemigos como Samus."
El jugador dirige a Pit por las diversas fases, saltando de plataforma en plataforma y eliminando enemigos con el arco. Algunas de las fases se caracterizan por ser verticales, en vez de horizontales, por lo que el jugador empieza en el nivel más bajo del escenario y debe ir subiendo hasta llegar al final de la fase. El scroll vertical (que se mueve únicamente hacia arriba) acompaña al jugador según escala por la fase, haciendo que si se cae de alguna plataforma y no hay debajo otra a la vista donde pueda caer, pierda una vida, en vez de caer a las plataformas que hubiera más abajo, lo que hace incrementar la dificultad del juego, ya de por sí alta. El scroll horizontal no presenta tantos problemas, aunque tampoco permite volver hacia atrás.
Durante el desarrollo de la fase se pueden encontrar ítems que tendrán diversos efectos sobre los enemigos, además de corazones que se obtienen al eliminar a estos y minijuegos. Estos corazones serán de gran valor, ya que se usan como moneda de cambio al comprar diversos ítems que serán de gran ayuda en la aventura. El juego además posee un sistema de estadísticas que deben ir aumentándose hasta subirlas al máximo. Estas estadísticas son: Corazones, Fuerza, Nivel, Armas.
Al final de cada mundo, se llega a una fase ambientada en una mazmorra en la que al final de ella se encuentra el jefe final.
Uno de los aspectos que menos se conoce de este juego es que existen cinco finales diferentes según el número de estadísticas que se hayan conseguido aumentar al máximo. En esta tabla se resumen estos finales según el número de estadísticas que estén al máximo:
Una vez que Medusa ha sido derrotada, conseguimos liberar a Palutena, y esta, según las estadísticas que hayamos completado nos otorga una apariencia.
| Estds. Máx. | Final |
| ----------- | --- |
| 0           | Pit aparece con un sombrero y una hoz, como un campesino. |
| 1           | Pit aparece con un sencillo yelmo y un bastón, como un soldado. |
| 2           | Pit aparece con un yelmo emplumado y una lanza, como un jefe militar. |
| 3           | Pit crece y se hace más fuerte, como un gran héroe griego. |
| 4           | Pit crece y se hace más fuerte, como un gran héroe griego, además de que Palutena le otorga un beso al héroe, unos ángeles revolotean a su alrededor y el escenario es mucho más elaborado, con columnas y cortinas. |

## Ediciones
Las ediciones originales de NES y Famicom Disk System tienen algunas diferencias. En la versión de Famicom Disk System se podían grabar las partidas en el mismo juego, mientras que la versión de NES sólo ofrecía un sistema de claves (Palabras Sagradas en el juego) para poder recuperar la última fase que se jugó.
Además, el juego lanzado para la Famicom Disk System tenía una calidad superior en cuanto a música y efectos que el de NES.
El 10 de agosto de 2004, Kid Icarus fue relanzado en Japón para la Game Boy Advance como parte de la colección de clásicos Famicom Mini Series (NES Classics Series para Europa y Classic NES Series para EE. UU.). No salió de las fronteras niponas y fueron las más vendidas.
Este juego forma parte de la Consola Virtual de Wii, disponible desde el primer cuarto del 2007 en su versión para NES.
En la conferencia de Nintendo (Nintendo Direct) se mencionó que saldría a la venta para eShop (Nintendo 3DS) con el nombre de 3D Classics: Kid Icarus.

## Nuevo juego
El 15 de junio de 2010 Nintendo confirmó Kid Icarus: Uprising para Nintendo 3DS. El juego fue desarrollado por la compañía Project Sora, equipo liderado por Sakurai, creador de Kirby y Super Smash Bros. En esta ocasión la apariencia de Pit es la misma que en SSB Brawl y la novedad más importante del juego es el gran uso de las 3D que tiene y que abandonó el scroll lateral para ser un juego con profundidad.

## Versión para fanes del juego
En mayo de 2011, el studio de desarrollo independiente Flip Industries publicó Super Kid Icarus Archivado el 12 de mayo de 2016 en Wayback Machine., un juego de fanes no oficial. Es posible jugarlo directamente desde el navegador de Internet.